# Rivière Salvail
Pour les articles homonymes, voir Salvail.
La rivière Salvail est un tributaire de la rivière Yamaska. Elle coule vers le nord-est dans les municipalités de La Présentation, Saint-Jude et de Saint-Louis dans la municipalité régionale de comté (MRC) Les Maskoutains, dans la région administrative de la Montérégie, sur la Rive-Sud du fleuve Saint-Laurent, au Québec, Canada.

## Toponymie
Le nom de Salvail apparaît sur les cartes du Québec à partir du XVIIe siècle. Une famille Salvail assez nombreuse élit alors domicile sur les bords de cette rivière et la dénomme. L'aïeul Pierre, sieur de Fromont, fils de Jean-Baptiste Salvaye et de Jacquette Belle, tire son origine des pays méditerranéens, étant du diocèse de Gênes. Ce capitaine, ancien compagnon d'armes du sieur Pierre de Saint-Ours, épousera par contrat notaire Adhémar de Québec en novembre 1673, Catherine Le Roy native de Paris, Île-de-France. Le couple s'établit à Sorel avant 1675.
Le toponyme rivière Salvail a été officiellement inscrit le 5 décembre 1968 à la Banque des noms de lieux de la Commission de toponymie du Québec.

## Géographie
Les principaux bassins versants voisins de la rivière Salvail sont :
- Côté nord : rivière Yamaska, rivière Pot au Beurre ;
- Côté est : rivière Yamaska ;
- Côté sud : rivière des Hurons ;
- Côté ouest : rivière Amyot, rivière Richelieu.

La rivière Salvail prend sa source au petit hameau de Salvail, situé en bordure de la route 137, reliant le village de La Présentation et Saint-Denis-sur-Richelieu. À ce point, la rivière débute à la confluence du ruisseau Desgranges (venant du sud). Le cours de la rivière coule vers le nord-est en passant au nord-ouest du village de La Présentation, alors que la rivière traverse le boulevard Laframboise.
Sur presque tout son parcours, la rivière est bordée par une route rurale, surtout du côté sud. Une seconde route discontinue débutant au boulevard Laframboise borde la rivière du côté nord-ouest. La rivière Salvail coule vers le nord-est, généralement en zone agricole (parfois forestière).
Cours supérieur de la rivière (segment de 15,3 km)
Dans son premier segment, la rivière coule sur 10,0 km vers le nord-est en serpentant jusqu'à l'embouchure du ruisseau Rouge (venant du sud-est) ; sur 0,5 km vers le nord jusqu'au ruisseau "Point du jour" ; sur 1,8 km vers le nord-est jusqu'à la décharge Zéphirin-Fortin (venant du nord-ouest) ; sur 3,0 km vers le nord-est en recueillant les eaux de la décharge Arthur-Riendeau (venant du nord), jusqu'à la route 235 (désignée chemin de Massueville dans ce segment), juste au nord du village de Saint-Jude.
Cours en aval de la route 235 (segment de 7,6 km)
À partir de la route 235, la rivière coule sur 7,6 km vers le nord-est en serpentant jusqu'à son embouchure..
La rivière Salvail se déverse sur la rive ouest de la rivière Yamaska, dans un coude de la rivière. Son embouchure est situé à l'est du chemin du rang Bourgchemin Ouest.